# Антикорозионна защита
Антикорозионна защита е комплекс от мерки за предотвратяване на корозия върху метални повърхности и конструкции. Основната задача на тази защита е да предпази металните повърхности от пряк контакт с нежеланите субстанции от външната среда, които имат химично корозивно въздействие или да забави това въздействие чрез защитни покрития или прегради. Видът на използваната защита е директно зависим от химичните свойства на металите и различните степени на защита. Изборът на покрития за АКЗ трябва внимателно да се съобрази с конкретните условия на околната среда и специфика на производство, химическо замърсяване и климат. Съоръженията, за които се очаква да работят редовно в корозивна среда, се проектират така че да изискват минимална допълнителна антикорозионна защита или са оразмерени така, че корозията да не оказва сериозни промени в механичните им свойства. При някои съоръжения антикорозионната защита е предвидена за целия експлоатационен срок и обикновено никога не се подменя или обновява. В много случаи за определени цели антикорозионната защита е неприложима или е неизгодно да се прилага.(пример – ЖП линии, армировъчни мрежи).

## Видове Антикорозионна защита.
В зависимост от степента на защита се използат комбинации от различни покрития и методи в определена последователност.
1. Пасивна защита.
2. Активна защита.
- Химични покрития – галванизация, оксидиране, пасивиране;
- Нехимични покрития – бои, лакове, грундове, греси, китове, лепила, епоксидни смоли;
- Анодна защита;
- Неутрализатори на киселинност;

## Нанасяне
Като основен елемент преди полагане на защитно покритие е повърхностите да бъдат почистени от механични замърсявания, стари бои и люспи ръжда. Най-добрият начин за подготовка на повърхностите преди полагане на новите антикорозионни покрития е пясъкоструене или хидро пясъкоструене. За нанасяне на метални покрития, като поцинковане например, се изисква и задължително химично почистане и обработка на повърхностите.
Като често прилагана химична обработка в битовата практика е пасивирането на стоманата с разтвор на фосфорна киселина (търговско наименование – ръждопреобразувател). Това съединение превръща ръждата в неразтворимо съединение и пасивира химически повърхността. Това обаче не е устойчиво както основното самостоятелно покритие. Новите видове защитни продукти обикновено включват поне два вида антикорозионна защита в едно покритие. Обикновено съдържат оксиди или частици на други по-активни метали, пасиватор и нехимично покритие.
Във високотехнологични продукти, защитата се извършва чрез нанасяне на метални и други покрития в среда на вакуум чрез процес наричан разпрашване.

### Употреба
Транспортни средства, тежко-товарни автомобили, камиони, цистерни, ремаркета и други
С настъпването на есенно-зимния период се активизират пагубните за метала процеси по корозия. Практиката показва, че добрата корозионна защита спестява огромни разходи за последваща поддръжка. През този период пътищата търпят обработка с луга и химични смеси. В комбинацията с вода и температурните промени, те се превръщат в идеален агент за усилване въздействието на започналите процеси по корозия.
Цехове, халета, хамбари, контейнери, фургони и други

Освен компрометиране на основата защита, продължителното неглижиране на появилата се корозия неминуемо води до трайно увреждане.